# Tecpan de Galeana (kommun)
Técpan de Galeana är en kommun i Mexiko.   Den ligger i delstaten Guerrero, i den södra delen av landet, 290 km sydväst om huvudstaden Mexico City.
Följande samhällen finns i Técpan de Galeana:
- Tecpan de Galeana
- San Luis de La Loma
- El Súchil
- Villa Rotaria
- Rancho Alegre del Llano
- Colonia Veinte de Noviembre
- Rodecia
- El Porvenir
- Puerto Vicente Guerrero
- Los Llanitos
- El Cereso
- Buena Vista de Juárez
- El Cobano
- Colonia Aguas Blancas
- Carrizal Cinta Larga
- El Consuelito
- Los Laureles
- Zaragoza
- Francisco Ruiz Massieu
- Playa Boca Chica
- Cañada de la Remonta
- Las Mesas
- La Sierrita Bajos de Balzamar
- Potrero de Carlos
- Las Fincas Viejas
- La Llave
- Reforma Agraria
- El Roble
- Coatán
- La Cuesta
- Pochote
- Los Tarros
- San Francisco
- Río Chiquito
- La Laguna
- Arroyo de la Ordeña
- Puerto de Vela